# Yoctosecondo
Lo yoctosecondo rappresenta 10−24 parti di un secondo. Ha per simbolo ys. Un ys corrisponde esattamente a un milionesimo di trilionesimo di secondo
- Tempo inferiore: 10−25
- 5 Yoctosecondi: tempo di decadimento di un Quark top
- In un ys la luce percorre esattamente 0,299792458 femtometri nel vuoto.
- Tempo superiore: zeptosecondo

Nonostante tutto, però, non è mai stato possibile calcolare con precisione un yoctosecondo, ne tanto meno esistono macchine in grado di captarlo.